# ¡Ay, qué deseo!
«¡Ay, qué deseo!» es una canción interpretada por el cantante español Antonio Carbonell. Fue compuesta por Antonio Carmona, Josemi Carmona y Juan Carmona (miembros del grupo de flamenco-pop Ketama). Fue elegida para representar a España en el Festival de la Canción de Eurovisión de 1996, en Oslo.
La canción recibió un total de 17 puntos, logrando la 20.ª posición en el festival.
Fue sucedida como representación española en el Festival de 1997 por Marcos Llunas con «Sin rencor».